# MBBC Juniors
Das MBBC Juniors (vollständig Manhattan Beach Badminton Club Junior International Championships) ist im Badminton eine offene internationale Meisterschaft der USA für Junioren und eines der bedeutendsten internationalen Juniorenturniere in den Vereinigten Staaten. Es werden Wettkämpfe in den Altersklassen U11, U13, U15, U17, U19 und U22 ausgetragen. 1993 fand das Turnier zum ersten Mal statt und wird seitdem jährlich ausgespielt. In Gedenken  an den verstorbenen Erstorganisator des Turniers trägt es den Untertitel Wes Schoppe Memorial.

## Sieger der Junioren U19
| Saison    | Herreneinzel         | Dameneinzel                | Herrendoppel                                  | Damendoppel                        | Mixed                                          |
| --------- | -------------------- | -------------------------- | --------------------------------------------- | ---------------------------------- | ---------------------------------------------- |
| 1993      | Guillermo Cox        | Lily Chen                  | Guillermo Cox Miguel Argüelles Diez Gallo     | A. Tomasvich Anh Loi               | nicht ausgetragen                              |
| 1994      | Andrew Ibrahim       | L. Bronco                  | Andrew Ibrahim Mark Manha                     | Stephanie Wo Stella Wo             | Antonio Miranda Stephanie Wo                   |
| 1995      | nicht ausgetragen    | nicht ausgetragen          | nicht ausgetragen                             | nicht ausgetragen                  | nicht ausgetragen                              |
| 1996      | Howard Bach          | Jody Patrick               | David Welsh Andrew Lovell                     | Chien Hsiu-Lin Lin Wen-Ling        | David Welsh Jody Patrick                       |
| 1997      | Howard Bach          | Nigella Saunders           | Ryan Miglin Martin Mejndor                    | Shackerah Cupidon Nigella Saunders | Ben Wu Elie Wu                                 |
| 1998      | keine Daten          | keine Daten                | keine Daten                                   | keine Daten                        | keine Daten                                    |
| 1999      | Andre Stewart        | Anna Ebanks                | Andre Stewart Charles Pyne                    | Amy Nguy Bonnie Wong               | Alex Haddad Sarah MacMaster                    |
| 2000      | Wang Chih-Chuan      | Elie Wu                    | Sai Pao-Chin Chin Sheng-Ming                  | Elie Wu Erin Hois                  | Wang Chia-min Mesinee Mangkalakiri             |
| 2001      | Li Li                | keine Daten                | Gong Weijie Guo Zhendong                      | Elie Wu Li Li                      | Guo Zhendong Elie Wu                           |
| 2002      | Lin Che-Wei          | Chan Po-Yen                | Hsien Ho-Chung Lin Che-Wei                    | Gu Ya-Ting Wu Ling-Wan             | Chang Yu-Shieh Wei Chun-Chen                   |
| 2003      | Andreas Nilsson      | Ivonne Gonzales            | Daniel Gouw Brendan Taft                      | Panita Phongasavithas Jeannie Poon | Nicholas Jinadasa Samantha Jinadasa            |
| 2004      | Lin Chiao-Hsuan      | Huang En-Chi               | Tseng Po-Chen Lin Chiao-Hsuan                 | Huang En-Chi Kuo Yu-Ming           | Lin Chiao-Hsuan Huang En-Chi                   |
| 2005      | Arnold Setiadi       | Lauren Todt                | Andrew Todt Arnold Setiadi                    | Samantha Jinadasa Lauren Todt      | Luke Chong Leisha Cooper                       |
| 2006      | Arnold Setiadi       | Karyn Velez                | Martin Giuffre Howard Shu                     | Isabelle Duchesneau Hanae Fujinami | Arnold Setiadi Alice Wen                       |
| 2007      | Tsao Po-Hsiang       | Deyanira Angulo            | Chang Che-Wei Tsao Po-Hsiang                  | Isabel Zhong Susana Zhong          | Randy Hsia Priscilla Lun                       |
| 2008      | Calvin Lin           | Priscilla Lun              | Shun Fujinami Calvin Lin                      | Beckie Neumann Susana Zhong        | Shun Fujinami Maria Sop                        |
| 2009      | Andrés Quadri        | Isabel Zhong               | Curtis Curkan Allen Hsu                       | Beckie Neumann Isabel Zhong        | Andrés Quadri Beckie Neumann                   |
| 2010      | Franklin Ramirez     | Isabel Zhong               | Amilcar Castaneda Franklin Ramirez            | Aileen Chiñas Isabel Zhong         | Shem Scantlebury Isabel Zhong                  |
| 2011      | Shawn Whong          | Alice Liu                  | Chad Naramore Shawn Whong                     | nicht ausgetragen                  | Yuan Wang Helene Sergaard                      |
| 2012      | Johannes Hagen       | Marie Wåland               | Chad Naramore Shawn Whong                     | Anne Klyve Marie Wåland            | Johannes Hagen Marie Wåland                    |
| 2013      | Mark Shelley Alcala  | Malvinne Ann Venice Alcala | Rubén Castellanos Gurgen Poghosyan            | Haramara Gaitan Sabrina Solis      | Ros Leenard Pedrosa Malvinne Ann Venice Alcala |
| 2014      | Meng-Yung Ong        | Shirleen Chen              | Simeon Tong Ali Viettry                       | nicht ausgetragen                  | Eric Yu Shirleen Chen                          |
| 2015      | Michael Lin          | Shirleen Chen              | keine Daten                                   | nicht ausgetragen                  | Clay Gilmour Shirleen Chen                     |
| 2016      | nicht ausgetragen    | nicht ausgetragen          | nicht ausgetragen                             | nicht ausgetragen                  | nicht ausgetragen                              |
| 2017      | Adrian Lee           | Cindy Xin Lin              | Bryan Pan Kyle Pan                            | Ashley Yang Crystal Yang           | Bryan Pan Crystal Yang                         |
| 2018      | Omkar Arvind Lonkar  | Andrea Li                  | nicht ausgetragen                             | Ashley Huang Andrea Lou            | Marin Tchen Tiger Haitang Hao                  |
| 2019      | Eric Mei             | Vivian Liu                 | Jay Musashi Cohn Haitong Hao                  | Shirleen Chen Audrey Kim           | Eric Mei Cindy Lin                             |
| 2020 2021 | nicht ausgetragen    | nicht ausgetragen          | nicht ausgetragen                             | nicht ausgetragen                  | nicht ausgetragen                              |
| 2022      | Andrew K. Wu         | Cindy Lin                  | Sidney Wang Caleb Xu                          | Justine Yong Zoey Yong             | Sidney Wang Leanne Cong                        |
| 2023      | Jaden Seangmany      | Erika Lai                  | Gavin Le Jaden Ke Hong Chen                   | Erika Lai Sing Nei Tong            | Jordan Lau Erika Lai                           |
| 2024      | Paremi Chandrasekera | Ziyu Zhang                 | Velvinayak Jagadish Babu Thenuk Chandrasekera | Bernice Xu Zijin Zhang             | Shrila Karthikeyan Velvinayak Jagadish Babu    |